# Arbore gabier
Un arbore gabier (în engleză topmast ; upper-mast) este partea unui arbore (catarg) compus, cuprinsă între gabie și crucetă. Este fixat de coloană printr-un dispozitiv numit „butuc"
La rândul său, arborele gabier susține, printr-un dispozitiv de fixare identic, arboretul.